# يوم القيامة في اليهودية
يوم الحساب نهاية الزمان في اليهودية ترجمة لمصطلح (يوم هدَّين) وهو مصطلح عبري يعني «اليوم الذي سيحاسب فية الإله كل البشر في آخر الايام». وهو تطوير لمصطلح «يوم الرب» ذي الطابع الحلولي القومي المتطرف الذي كان يعني حدوث الخلاص (الثواب والعقاب) ذاخل اطار قومي. وقد تحول هذا المفهوم القومي الاخير (على يد النبي عاموس وغيره من الانبياء) إلى مصطلح «يوم الحساب» أو «يوم الحكم والقضاء» (العالمي والشامل) وهو يوم سيحاسب فية كل الناس يهودا كانوا أو اغيارا دون تمييز أو تفرقة. وقد حذر عاموس شعبة من ان الإله سيحطم جماعة يسرائيل بسبب فسادها (عاموس 5/18) واكد كل من إرميا وحزقيال (إرميا31/29 -30, حزقيال 18) المسئولية الفردية كما اكد كثير من الانبياء ان النفي عقوبة تستحقها جماعة يسرائيل. لكن أول إشارة للثواب والعقاب بعد البعث ترد في أشعياء (اصحاح26) ودانيال (12/2): «وكثيرون من الراقدين في تراب الأرض يستيقظون، هؤلاء إلى الحياة الابدية وهؤلاء إلى العار للازدراء الابدي». وتطور المفهوم فأصبح المصطلح يشمل الموتى الذين سيبعثون يوم الحساب حتى يشملهم الحساب هم أيضا.
ويلاحظ ان مفهوم يوم الحساب الذي لم يستقر بصورتة الجديدة الا بعد المرحلة البابلية لم يفقد محتواة القومي تماما اذ نكتشف ان اليهود سيتطهرون في يوم الحساب من آثامهم ثم تعود البقية الصالحة منهم إلى ارض الميعاد ليحيوا حياة سعيدة هنيئة كما جاء في سفر هوشع (14,2).
وبحسب المسيري فإنه يجب التنبيه أيضا إلى ان يوم الحساب ليس مثل يوم القيامة أو الاخرة لانه (حسب كثير من التفسيرات) سيحل قبل البعث النهائي أي انة واقعة تاريخية (وفي هذة الدنيا) وهو مثل المرحلة الالفية سيقع قبل الاخرة ولن يحاسب فية الا الاحياء الموجودون في الدنيا بالفعل. وكان البعض يرى ان الإله يحاسب العالمين اربع مرات كل عام. وكان البعض يؤمن بان عيد راس السنة اليهودية هو اليوم الذي يحاسب فية الإله البشر وان احكامة تصبح نهائية في يوم الغفران.